# Các cuộc nổi dậy ở Hà Tiên (1840)
Năm Canh Tý (1840), hàng ngàn người dân bất mãn với chính sách cai trị của nhà Nguyễn đã tụ tập tại một số nơi trong tỉnh Hà Tiên (Việt Nam) làm thành nhiều cuộc nổi dậy lớn nhỏ, diễn ra dai dẳng, gây tổn thất nặng nề cả hai phía.
Theo sử liệu, thì mãi cho đến tháng 2 năm Đinh Mùi (1847), sau khi Nặc Ông Đôn làm vua Chân Lạp, quan quân Việt ở Trấn Tây thành (tức Phnom Penh ngày nay) rút hết về An Giang, thì chiến sự ở Nam Bộ (trong đó có tỉnh Hà Tiên) mới được yên. 

## Bất ổn ở Hà Tiên
Đời vua Thiệu Trị, trong nhiều cuộc nổi dậy đã xảy ra tại Hà Tiên, đáng kể nhất là cuộc nổi dậy ở hai huyện là Hà Âm và Hà Dương, thuộc phủ Tịnh Biên (Tĩnh Biên), tỉnh Hà Tiên. Từ những căn cứ trong hai huyện này, quân nổi dậy tiến về phía Nam đánh phá nhiều nơi trong huyện Hà Châu (nay là thị xã Hà Tiên), uy hiếp tỉnh thành Hà Tiên rồi lan rộng sang cả huyện Kiên Giang, lập căn cứ ở vùng phụ cận thành phố Rạch Giá và thị trấn Rạch Sỏi hiện nay.
Cũng theo sử liệu, thì vào cuối đời vua Minh Mạng, vùng đất này đã có loạn lạc. Nhà văn Sơn Nam, kể:
Vùng biên giới này bắt đầu xáo trộn vào năm 1838, khi tên Gi (làm chức An phủ cấu kết với người Xiêm. Năm sau, viên Quản cơ người Miên (Khmer) ở An Giang là Hàn Biện cùng đồng bọn làm phản rồi bỏ đi...
GS. Nguyễn Phan Quang, cho biết thêm:
Ngay từ đầu năm 1838, ở Hà Tiên đã nổ ra cuộc nổi dậy do Đô Y làm thủ lĩnh, lôi kéo được các Quản cơ là Sô Mịch và An Tôn đi theo. Đô Y phối hợp với lực lượng của thủ lĩnh Di (giữ chức An Phủ ở phủ Khai Biên) được lính trong đồn hưởng ứng. Án sát Hà Tiên Phạm Ngọc Quang và Lãnh binh Nguyễn Tiến Phúc đem lực lượng đến đàn áp nhưng không kết quả. Sau, quân nổi dậy đánh chiếm thành Hải Đồng (?), binh lính trong đồn Cần Đa mang khí giới đi theo, triều đình cử tướng Trương Minh Giảng trực tiếp mang quân đến đánh, nghĩa quân mới tạm tan.

## Nguyên nhân
Đến khi vua Thiệu Trị vừa lên nối ngôi, các quan quân nhà Nguyễn làm nhiệm vụ bảo hộ bên Trấn Tây thành đang bị người bản xứ chống đối mãnh mẽ (vì áp bức và quan liêu), và trong nước thì loạn lạc xảy ra ở nhiều nơi; một số cư dân ở vùng Hà Âm-Hà Dương và vùng núi Thất Sơn, mà phần lớn thuộc tộc người Khmer, đã dựa vào sự hỗ trợ của quân Xiêm và quân Chân Lạp mà rầm rộ nổi dậy.
Đề cập đến nhiều cuộc nổi dậy ở Nam Bộ lúc bấy giờ (trong số đó có những cuộc nổi dậy ở Hà Tiên), nhà văn Sơn Nam đã chỉ ra một số nguyên nhân sau:
Vua Minh Mạng mất, để lại gánh nặng ở phía biên giới Việt-Miên. Loạn lạc đã phát khởi ngay từ khi cuộc chinh phạt của tướng Trương Minh Giảng đang diễn ra tại phía Biển Hồ, tuy rằng về hình thức là dẹp xong nhưng mầm mống còn đó. Người Miên cư ngụ trên lãnh thổ Việt Nam dường như sẵn sàng hưởng ứng, chống đối quan lại địa phương khi ở Cao Miên phong trào lên cao. Quân Xiêm lại khéo phao tin tuyên truyền. Người Cao Miên lúc bấy giờ ở Nam Kỳ lại bực dọc với chính sách "nhứt thị đồng nhơn" của vua Minh Mạng, bắt buộc họ phải lấy tên, lấy họ như người Việt để đồng hóa. Lại còn chủ trương cải cách tổ chức nông thôn cổ truyền của sóc Miên khiến họ mất quyền tự trị..

## Hà Âmnổi dậy

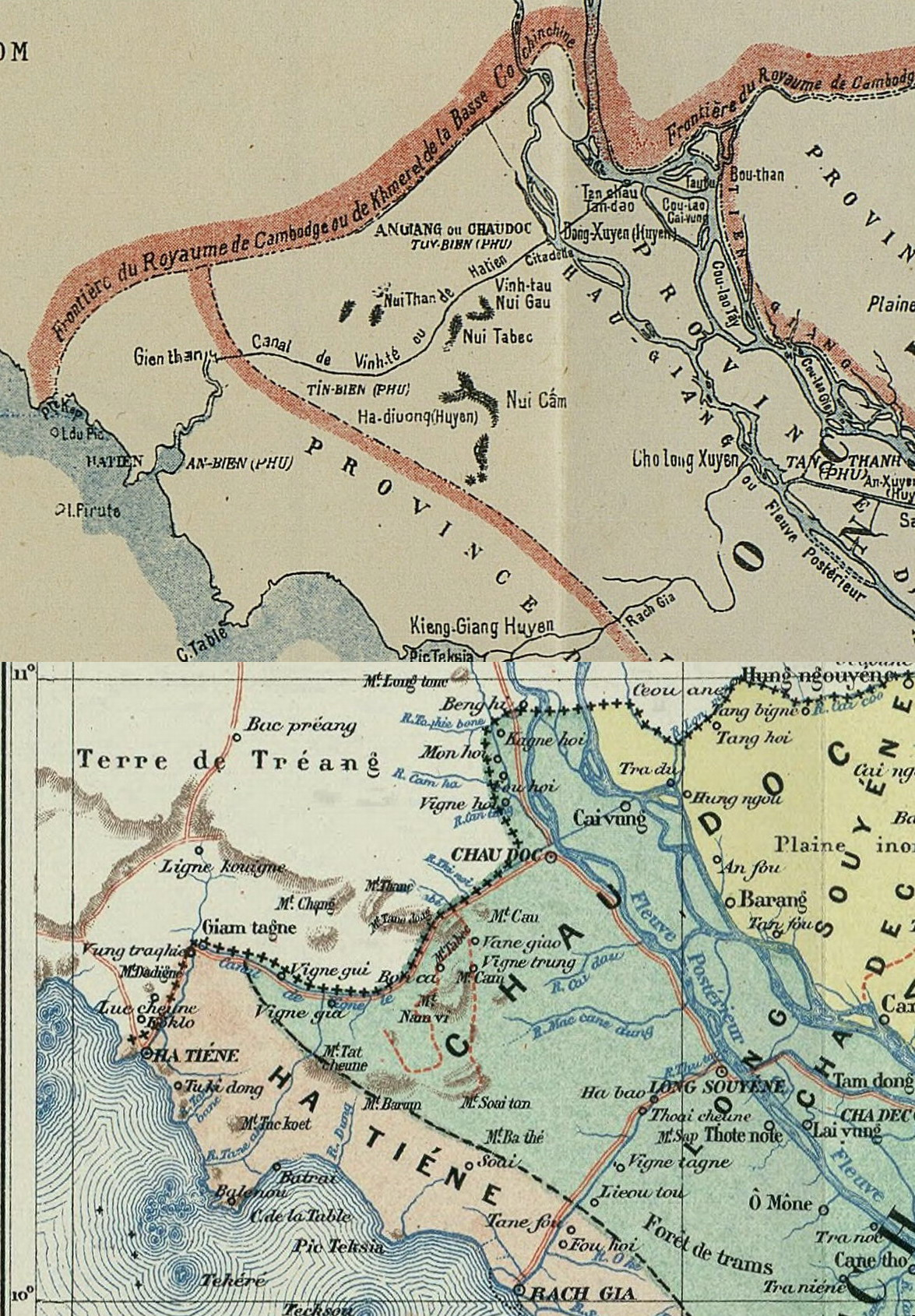
Vùng biên giới Hà Âm

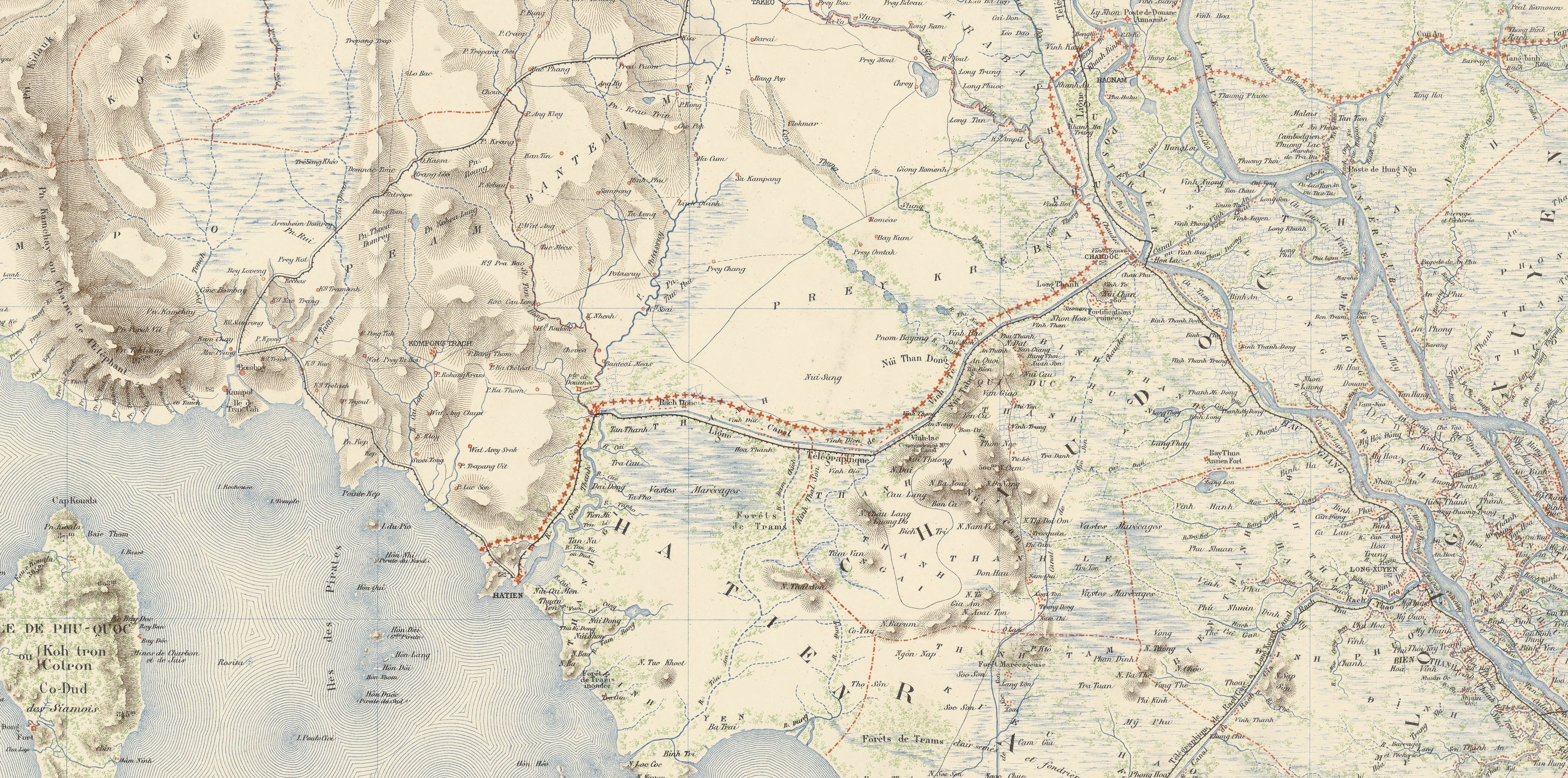
Bản đồ vùng Hà Âm (kênh Vĩnh Tế, núi Thâm Đăng, Chân Sum)-Kiri Vong (biên giới Việt Nam-Campuchia) năm 1901.

Sau khi nhận được tin số người trên tự trang bị giáo mác, gậy gộc tụ về vùng núi Tà Liệt (thuộc huyện Hà Âm. Đại Nam thực lục chép là Liệt Điệt) nổi lên chống đối, vua Thiệu Trị liền lệnh cho Tổng đốc Long-Tường (có nguồn ghi là An-Hà) Dương Văn Phong và Thự tuần phủ Lê Quang Huyên tập trung quân lực lượng đi đánh dẹp.
Dù đông đến số ngàn, nhưng vì vũ khí hãy còn thô sơ nên quân nổi dậy tạm thời rút lui khỏi núi Tà Liệt. Kể lại lần đi tiễu trừ này, sách Đại Nam thực lục chép:
(Quân triều) đi đến đâu đốt các nhà cửa và các thứ tích trữ cháy gần hết sạch....
Rời khỏi căn cứ, quân nổi dậy chia làm hai cánh. Một cánh vượt qua kênh Vĩnh Tế, vào đóng quân trong thành Cổ Man. Một cánh khác đến chiếm đóng ở vùng núi Chân Chiêm (hay Chân Sum 真森山, Treang hay Chang) và Thâm Đăng (hay Thâm Đưng (深簦山, Phnom Ba-yang)
Kiểm điểm lại lực lượng, Tổng đốc Dương Văn Phong không dám cho quân vây đánh thành Cổ Man, mà chỉ cho quân đến càn quét vùng núi Chân Chiêm và Thâm Đăng, đuổi quân nổi dậy chạy về phía Châu Đốc.
Mặc dù bỏ chạy, nhưng chỉ một vài tháng, quân nổi dậy từ các căn cứ trên kéo xuống phía Nam huyện Hà Châu, vây đồn Châu Nham (hay Chu Nham, rồi đến chiếm các cao điểm trên núi Tô Châu và núi Lộc Trĩ ở sát biển Hà Tiên.
Viên Phó quản cơ coi đồn Châu Nham là Dương Văn Thuận, vừa lẻn ra khỏi đồn để xin quân cứu viện, bị quân nổi dậy phát hiện đuổi theo đâm chết.
Vài hôm sau, Tổng đốc Dương Văn Phong mới hay liền sai Lãnh binh Hà Văn Củ mang 600 biền binh hiệp cùng quân của Thự tuần phủ Lê Quang Huyên cùng đi đánh giải vây. 
Gần đến nơi, hai ông cho quân vào trú ở đồn Chiêm Khê (thuộc thôn Thuận An, gần tỉnh lỵ Hà Tiên), rồi chia lực lượng ra làm nhiều mũi đi đánh đuổi. Trước sức mạnh của quân triều, quân nổi dậy rời khỏi đồn Châu Nham, núi Tô Châu và Lộc Trĩ. Đổi lại, Phó vệ úy Định Tường Nguyễn Văn Điệp, Cai đội thủy vệ An Giang Ngô Thiên Tường cùng hơn 70 biền binh đều chết tại trận, còn Lãnh Binh Củ thì bị trọng thương.

## Hưởng ứng
Vào lúc quân nổi dậy đang đối đầu với quân triều ở những nơi trên, tháng 9 Canh Tý (1840), một thổ mục tên là Y La Việt Tốt ở huyện Hà Âm lại đứng lên hưởng ứng, Lãnh binh Nguyễn Đức Huấn phải mang 700 quân mới trấn áp được.
Đồng thời, ở huyện Kiên Giang, một Suất đội tên là Chân Triết, tập hợp được rất nhiều người bất mãn, đánh thẳng vào huyện lỵ, khiến viên Tri huyện phải bỏ chạy. Sau đó, Chân Triết cho quân đắp đồn lũy ở bờ sông Kiên Giang và đóng cọc ở lòng sông này, ngăn quân triều từ Xà Tón (Tri Tôn) qua cứu viện. Trong hàng ngũ đội quân này có đông đảo người Khmer, một số người Kinh và người Hoa.
Cũng khoảng thời gian này, một cánh quân nổi dậy khác do Suy và Sốc (cả hai đều không biết tên đầy đủ, trước được nhà Nguyễn cho làm chức An Phủ) làm thủ lĩnh, từ các căn cứ ở các vùng Láng Tượng, Cây Trâm và Cù Là đi quấy phá chợ Rạch Giá
Lược kể lại những cuộc nổi dậy lớn nhỏ ở vùng này, nhà văn Sơn Nam viết:
...Năm 1840, tình hình thêm bi đát: Người Miên ở Tịnh Biên (An Giang) nổi dậy khiến quan Tri phủ bỏ trốn, loạn quân kéo về phía biên giới Hà Tiên đánh đồn Châu Nham (Đá Dựng), quan binh nhiều kẻ bị hại. Tháng 10 năm ấy, quân nổi dậy gồm 2.000 người kéo qua tận Kiên Giang, phá chợ Rạch Giá...(Ngoài ra) vùng Xà Tón (Tri Tôn, An Giang) cũng bị khuấy động...

## Kết cuộc
Được tin quân nổi dậy đã có mặt nhiều nơi ở Nam Bộ, chiến thuyền quân Xiêm đang có mặt ở bờ biển Hà Tiên. Vua Thiệu Trị bèn sai Tả quân chưởng phủ Phạm Văn Điển mang một đạo binh lớn từ kinh đô Huế kéo vào gắp để trấn áp và chống ngăn. Đến nơi, ông gửi báo cáo về, trong đó có câu:
Một dải Hà Âm, giặc liên kết 8 đồn, lại dựa vào lũy dài đắp gần các thành mưu đồ đánh phá..., thế giặc rất mạnh.
Là một vị tướng dày dạn kinh nghiệm, Phạm Văn Điển không cho quân đánh vào một điểm, mà chia ra đánh vào nhiều điểm, nhằm chia sức đối phó của đối phương. Cách thức này rất có hiệu quả, quân nổi dậy liên tiếp thua to.
Thiệt hại nặng, quân nổi dậy không còn đủ sức tấn công mà chỉ có thể đi quấy phá một vài nơi, làm quân triều rất vất vả vì cứ phải đi truy quét mãi. 
Đến năm 1843, ở vùng biên giới này đã tạm lắng yên (quân Xiêm bị đánh đuổi, các cuộc nổi dậy bị tan rã gần hết) các quan sở tại bèn cho thành lập ấp, khuyến khích người dân địa phương trở lại canh tác bình thường, nhưng kết quả không mấy khả quan, vì quân Xiêm cứ cho người đến xúi giục.
Theo GS. Nguyễn Phan Quang, thì đến giữa năm 1846, sử triều Nguyễn vẫn còn chép: Bọn giặc hợp bè lũ quấy rối ở hai đồn là Giang Thành và Chiết Hạm.
Và như đã trích dẫn ở bên trên, mãi cho đến tháng 2 năm Đinh Mùi (1847), khi Nặc Ông Đôn làm vua Chân Lạp, quan quân nhà Nguyễn ở Trấn Tây thành rút hết về An Giang, thì chiến sự ở phía Nam mới được yên.